# 核深水炸彈
核深水炸彈(英語: nuclear depth bomb)是常規深水炸彈核武器，可用於反潛作戰，攻擊潛在水下的潛艇。英國皇家海軍，蘇聯海軍，美國海軍的軍火庫均曾一度擁有核深水炸彈。
由於使用了比常規深水炸彈爆炸威力大得多的核彈頭，核深水炸彈大大增加被攻擊潛艇被擊沉的可能性（幾乎可以肯定）。
一些飛機批准佈置核深水炸彈，如P-2海王星巡邏機，但沒有一種飛機被用來對付任何潛艇。
因為其巨大的爆炸威力，一些核深水炸彈具有可變當量設計，藉此，核深水炸彈佈署在淺灘或沿海水域或在水深較深的公海中時，可分別採用低當量和高當量的配置，達到不同的能量輸出。這是為了最大可能地減少核深水炸彈對周邊地區和商船運輸的危害。